# یواس‌اس لانگلی (سی‌وی‌ال-۲۷)
یواس‌اس لانگلی (سی‌وی‌ال-۲۷) (به انگلیسی: USS Langley (CVL-27)) یک کشتی بود که طول آن ۶۲۲٫۵ فوت (۱۸۹٫۷ متر) بود. این کشتی در سال ۱۹۴۳ ساخته شد.